# Kyōji Saitō
Kyōji Saitō (齋藤 恭司, Saitō Kyōji) né le 25 décembre 1944 est un mathématicien japonais, spécialiste de géométrie algébrique et de géométrie analytique complexe.

## Formation et carrière
Saitō obtient en 1971 son doctorat à l'université de Göttingen préparé sous la direction d'Egbert Brieskorn, avec une thèse intitulée  Quasihomogene isolierte Singularitäten von Hyperflächen (« Singularités isolées quasi-homogènes des hypersurfaces »). Saitō est professeur à l'Institut de recherches pour les sciences mathématiques (RIMS) de l'Université de Kyoto.

## Recherche
Les recherches de Saitō portent sur l'interaction entre les algèbres de Lie, les groupes de réflexion 
(groupes de Coxeter) les groupes de tresses et les singularités des hypersurfaces.
À partir des années 1980, Saitō effectue des recherches sur les symétries sous-jacentes des intégrales de période dans les hypersurfaces complexes. Saito introduit des généralisations de dimension supérieure des intégrales elliptiques. Ces généralisations sont des intégrales de « formes primitives » , considérées pour la première fois dans l'étude du déploiement de singularités isolées d'hypersurfaces complexes, associés à des algèbres de Lie de dimension infinie. Saitō a également étudié les nouvelles formes automorphes correspondantes. La théorie a un lien géométrique avec les « structures plates » (appelées 
maintenant « variétés de Saito-Frobenius »), la symétrie miroir, les variétés de Frobenius et la théorie de Gromov-Witten en géométrie algébrique et divers sujets de physique mathématique liés à la théorie des cordes.
Saitō a supervisé la thèse de 7 doctorants à l'Université de Kyoto, notamment  Hiroaki Terao et Masahiko Yoshinaga.
Saitō a été conférencier invité au Congrès international des mathématiciens de 1990 à Kyoto, avec une communication intitulée The limit element in the configuration algebra for a discrete group. En 2011, il a reçu le prix de géométrie de la Société mathématique du Japon.

## Publications (sélection)
- Egbert Brieskorn et Kyoji Saito, « Artin-Gruppen und Coxeter-Gruppen », Inventiones Mathematicae, vol. 17, no 4,‎ 1972, p. 245–271 (DOI 10.1007/BF01406235, Bibcode 1972InMat..17..245B, MR 0323910, S2CID 120737658)
- Kyoji Saito, « Theory of logarithmic differential forms and logarithmic vector fields », J. Fac. Sci. Univ. Tokyo Sect. IA Math., vol. 27, no 2,‎ 1980, p. 265–291 (MR 0586450, hdl 2261/6265)
- Kyoji Saito, « Primitive forms for a universal unfolding of a function with an isolated critical point », J. Fac. Sci. Univ. Tokyo Sect. IA Math., vol. 28, no 3,‎ 1982, p. 775–792 (MR 0656053, hdl 2261/6324)
- Kyoji Saito, « Period mapping associated to a primitive form », Publ. Res. Inst. Math. Sci., vol. 19, no 3,‎ 1983, p. 1231–1264 (DOI 10.2977/prims/1195182028, MR 723468)
- comme éditeur, avec Masaki Kashiwara, Atsushi Matsuo, et Ikuo Satake: Topological Field Theory, Primitive Forms and Related Topics, Birkhäuser Verlag, Progress in Mathematics, 1998
- Primitive automorphic forms, dans Björn Engquist, Wilfried Schmid (eds.) Mathematics Unlimited - 2000 and beyond, Springer Verlag 2001, pp. 1003–1018
- Around the theory of the general weight system: relations with singularity theory, the generalized Weyl group and its invariant theory, etc., in Katsumi Nomizu Selected papers on harmonic analysis, groups and invariants, AMS Translations, Series 2, vol. 183, 1991
- gomme éditeur, avec Bernard Teissier et Lê Dũng Tráng: Singularity Theory, World Scientific 1995